# Cadini-Gruppe
Die Cadini di Misurina bilden als Untergruppe den südlichen Abschluss der Sextener Dolomiten und befinden sich in der Provinz Belluno in Italien. Die aufgrund zahlreicher spektakulärer Felsgipfel und Zinnen sehr eindrucksvolle Gebirgslandschaft wird im Westen vom Misurinasee, im Norden von den Drei Zinnen und im Süden und Osten vom Val d’Ansiei begrenzt und gilt als ein Paradies für Kletterer. Der höchste Berg ist die Cima Cadin di San Lucano (2839 m). Als Teil der von der UNESCO unter „Nördliche Dolomiten“ zusammengefassten Dolomitengruppen, gehört die Cadini-Gruppe mit allen Untergruppen seit dem 26. Juni 2009 zum UNESCO Welterbe Dolomiten.
Auf die Cima Cadin Nord Est (2796 m) führt ein sehr ausgesetzter Klettersteig, die Via Ferrata Merlone. 
Der Bonacossaweg (Sentiero Bonacossa) durchquert, teils ausgesetzt und versichert, unter Ausnützung von Felsbändern und alten Pfaden aus dem Gebirgskrieg, über mehrere Scharten die gesamte Berggruppe. Als lohnende Tour gilt auch die hochalpine Umrundung der zentralen Cadini-Gruppe (Giro di Cadini) auf dem Sentiero Durissini. 
Im Winter gilt dieser Weg als sehr anspruchsvolle Skitour. 
Vom Misurinasee führt ein Sessellift zum Rifugio Col de Varda.

## Weitere markante Gipfel
- Cima Cadin di Rimbianco (2404 m)
- Cima Eötvös (2837 m), benannt nach Roland von Eötvös

## Berghütten in der Cadini-Gruppe
- Fonda-Savio-Hütte (2359 m, CAI)
- Rifugio Città di Carpi (2110 m, CAI)[4]
- Rifugio Col de Varda (2106 m, privat)[5]

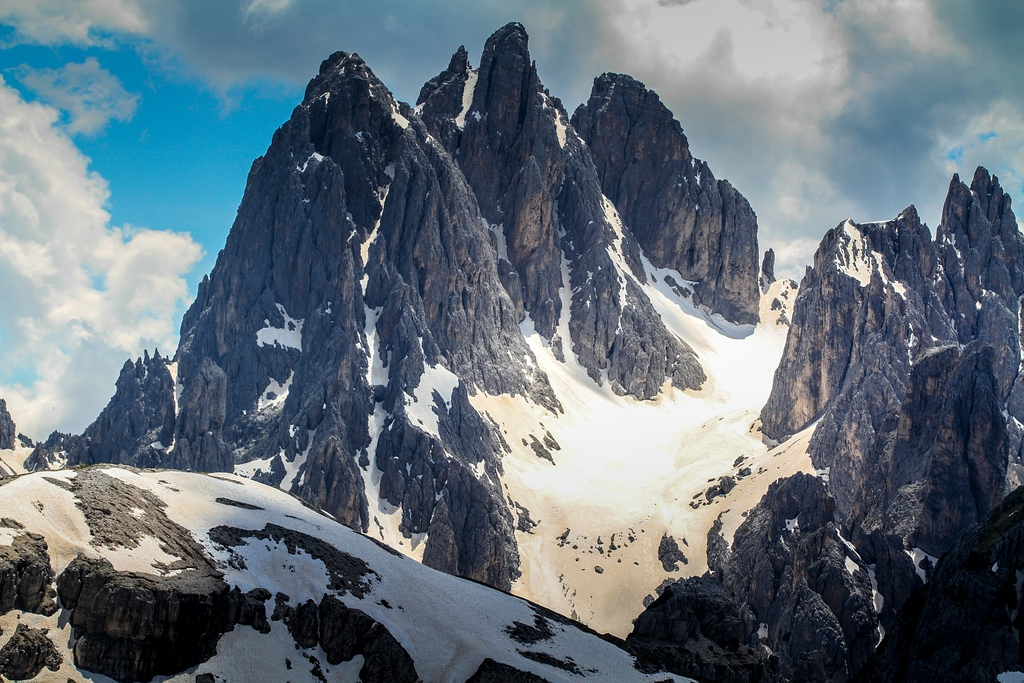
Cima Cadin Nord Est, Cima Cadin di San Lucano und Cima Eötvös
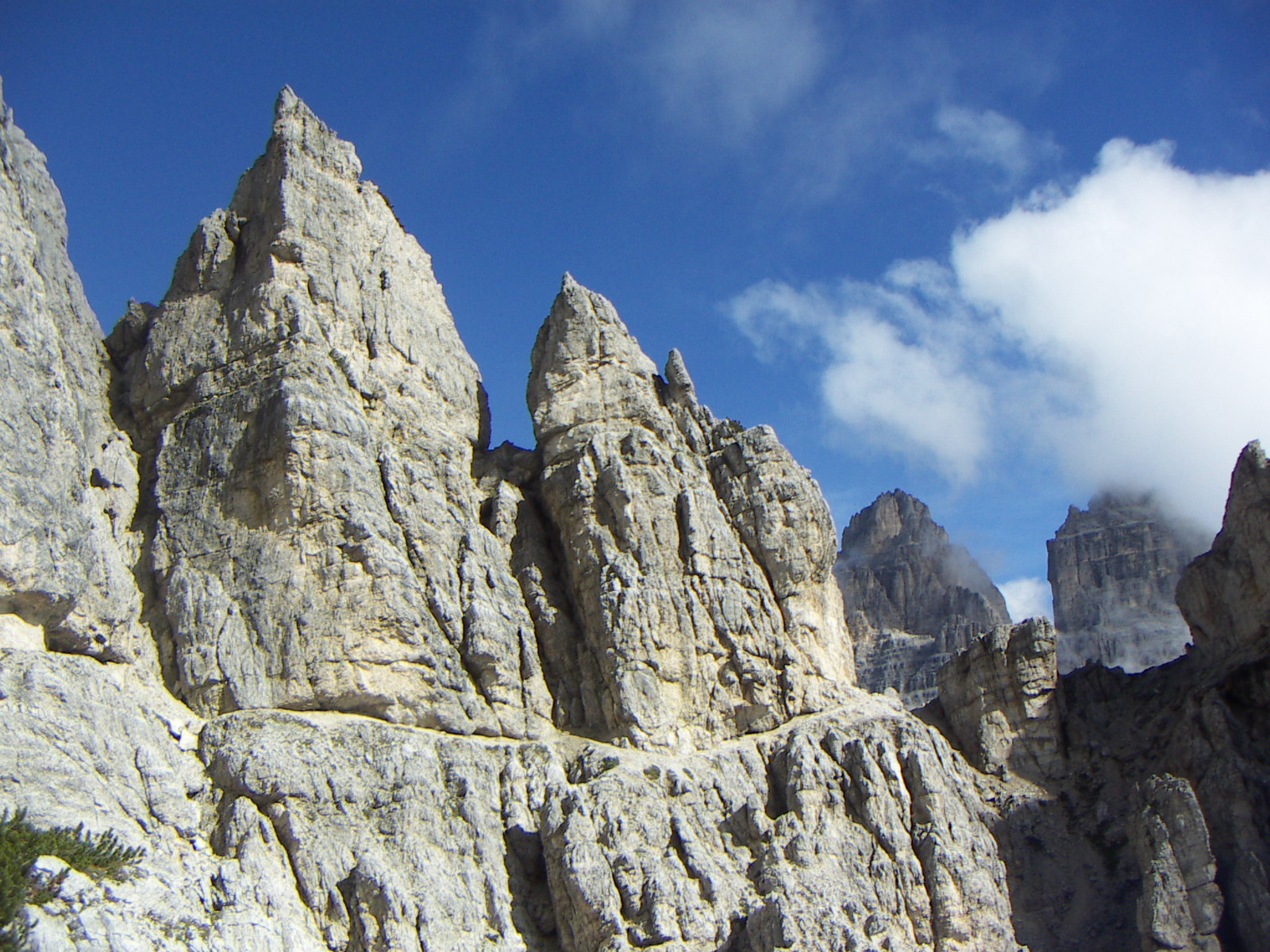
Bonacossaweg
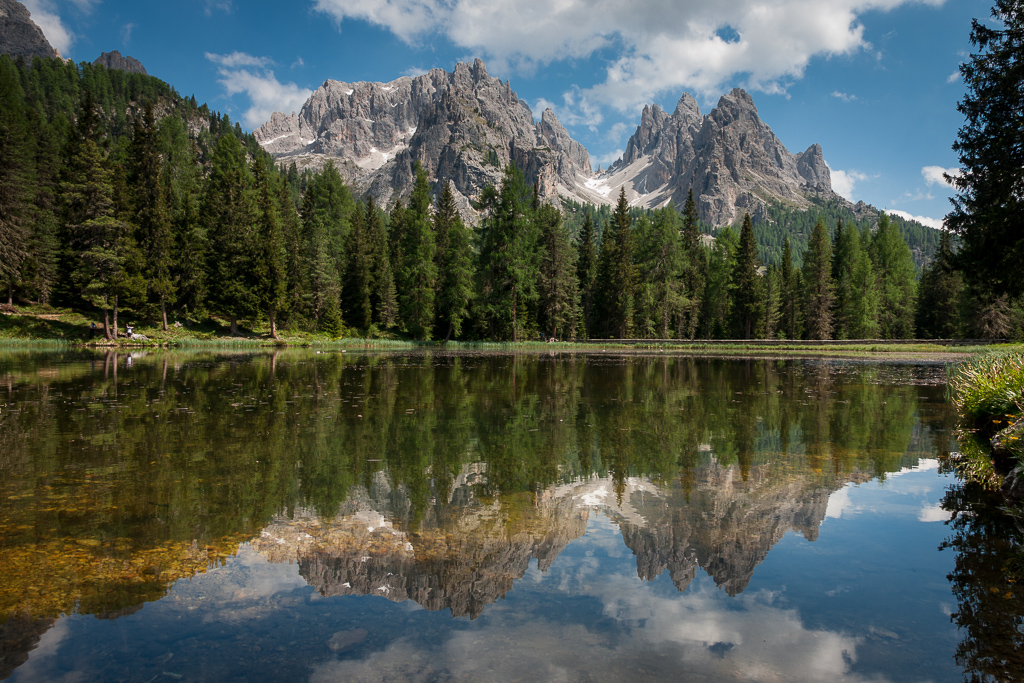
Die Cadini-Gruppe vom Lago d’Antorno
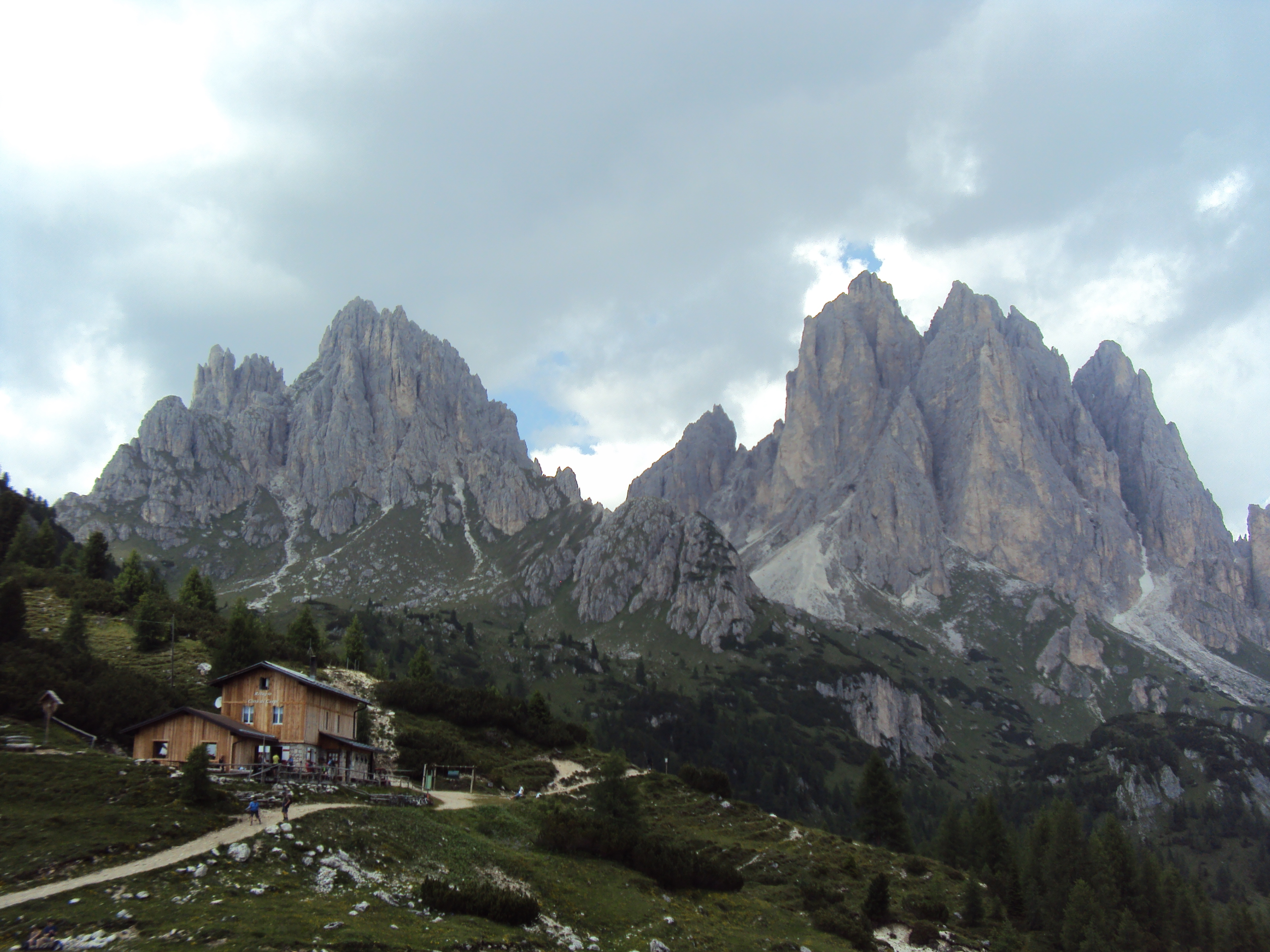
Rifugio Città di Carpi